# Johan Jacobs
Johan Jacobs (Zurique, 1 de março de 1997) é um ciclista suíço, especialista do ciclocross. É membro da equipa Movistar.

## Palmarés em ciclocross
- 2011-2012
  - 2.º do campeonato da Suíça de ciclocross cadetes
- 2012-2013
  -  Campeão da Suíça de ciclocross cadetes
- 2013-2014
  -  Campeão da Suíça de ciclocross juniores
  - Superprestige juniores #8, Middelkerke
  - 6.º do campeonato do mundo de ciclocross juniores
- 2014-2015
  -  Campeão da Suíça de ciclocross juniores
  - Copa do mundo de ciclocross juniores #4, Namur
  - Troféu Banco Bpost juniores #2, Oudenaarde
  - Troféu Banco Bpost juniores #7, Baal
  - Troféu Banco Bpost juniores #8, Lille
  - Superprestige juniores #8, Middelkerke
- 2015-2016
  - 3.º do campeonato da Suíça de ciclocross esperanças
- 2016-2017
  -  Campeão da Suíça de ciclocross esperanças
- 2017-2018
  - 2.º do campeonato da Suíça de ciclocross esperanças

## Palmarés em estrada

### Por ano
- 2018
  -     - 1.ª etapa da Tour de Namur
- 2019
  - Tour do Brabante Flamengo :
    - Classificação geral
      - 3. ª etapa (contrarrelógio)

    - 2. ª etapa da Tour de l'Avenir (contrarrelógio por equipas)

  - 2.º de Paris-Roubaix esperanças

### Classificações mundiais
| Ano             | 2018   |
| UCI Europe Tour | 1 900. |